# تشارلز دور
تشارلز دور هو محامي وسياسي أمريكي، ولد في 12 أغسطس 1852 في ميلتونسبورغ في الولايات المتحدة، وتوفي في 8 أكتوبر 1914 في Clover Lick, West Virginia ‏ في الولايات المتحدة. نشط حزبياً في الحزب الجمهوري. وقد انتخب عضو مجلس النواب الأمريكي ‏.